# Cartolina (album)
Cartolina è un album del cantautore italiano Mario Lavezzi, pubblicato dall'etichetta discografica CGD nel 1979.

## Tracce
1. Cartolina
2. Cioè cioè
3. Sotto il ponte
4. Il guerriero
5. In alto mare
6. Professore
7. Darling
8. Dove hai messo

## Formazione
- Mario Lavezzi – voce; chitarra ritmica (tracks: A1, A2, A4, B2), chitarra solista (tracks: A3, B1, B3, B4)
- Kelvin Bullen – chitarra ritmica (tracks: A3, B3, B4)
- Stefano Pulga – tastiera (tracks: A1 - B1, B3, B4)
- Tullio De Piscopo – batteria (tracks: A4, B2, B4), percussioni (track: B1)
- Alessandro Centofanti – tastiera, pianoforte (track: A4)
- Julius Farmer – basso
- Walter Calloni – batteria (tracks: A1 - A3, B1, B3)
- Sergio Almangano – violino (track: A1)
- Eloisa Francia, Arturo Zitelli – cori